# Headwall Pond
Der Headwall Pond (englisch für Gipfelwandtümpel) ist ein kleiner und vereister Tümpel im Wright Valley des ostantarktischen Viktorialands. Er liegt innerhalb des Labyrinths.
Die deskriptive Benennung erfolgte durch eine Mannschaft, die zwischen 2003 und 2004 im Rahmen des United States Antarctic Program Proben aus diesem Tümpel entnommen hatte. Namensgebend ist seine geografische Lage entlang einer Gipfelwand unmittelbar nordöstlich des Craig Pond.